# October Road (televisieserie)
October Road is een Amerikaanse dramaserie op ABC die op 15 maart 2007 debuteerde. Het volgt de terugkeer van Nick Garrett naar zijn geboorteplaats Knights Ridge na tien jaar van afwezigheid. De serie wordt geproduceerd door ABC Television Studio, en werd bedacht door André Nemec, Scott Rosenberg and Josh Applebaum, die ook als uitvoerende producenten van de serie dienen.

## Verhaal
Nick Garrett verliet zijn geboorteplaats tien jaar geleden om voor een paar weken rond te gaan reizen in Europa. Hij liet zijn vriendin, beste vriend Eddie, en zijn familie achter. De korte reis duurde uiteindelijk een decennium. Garrett is nu een beroemd auteur en scenarioschrijver die in New York leeft. Tussen de partijen, de sociale evenementen en het leven in zit Garrett met een schrijversblok. Zijn agent boekt hem om eenmalig les te geven bij de lokale universiteit. Garrett is opgewonden door zijn terugkeer komt maar realiseert dat het gevoel niet volledig wederzijds is hoewel zijn familie en het grootste deel van zijn vrienden hem welkom heten. Hannah heeft een zoon en wegens zijn leeftijd vraagt Garrett zich af of het kind zijn biologische zoon zou kunnen zijn. Eddie is van streek omdat Garrett hun zakenvoorstel heeft gedumpt en omdat hij hem als een dwaas in het boek heeft neergezet en ook anderen zijn ontdaan door dingen die hij heeft geschreven in zijn boek. Garrett leert spoedig dat hij zich weer moet aanpassen en dat niks ook zal worden zoals het ooit was.
Wanneer Garrett erachter komt dat Sam een notenallergie heeft, zoals alle mannelijke leden van zijn familie, besluit hij om in de plaats te blijven en een baan te zoeken bij de lokale universiteit. Garrett zoekt Sam op, maar trekt zich terug wanneer Hannah protesteert. De vader van Nick raakt ook overtuigd dat hij de vader is als hij ziet dat de jongen dezelfde ogen heeft als zijn overleden vrouw.
Garrett confronteert Hannah uiteindelijk met zijn geloof dat hij de vader is van haar zoon. Zij betwist zijn mening, wijzend op het feit dat vele mensen notenallergie hebben. In de afleveringen die volgen blijven de gevoelens van Garrett en Hannah zich ontwikkelen waardoor Hannah besluit om de relatie met haar huidige vriend te beëindigen. Hiervoor zweert hij wraak te nemen. Sam krijgt een allergische reactie op een verjaardagstaart waar noten in zijn verwerkt. In het ziekenhuis worden ze waargenomen door een ziekenhuismedewerker, die hun vertelt hoe verliefd ze zijn. In de seizoenfinale haast Garrett zich naar het huis van Hannah om zijn liefde te verklaren. Ze kussen bijna, maar worden onderbroken door de veronderstelde biologische vader van Sam.

## Personages

### Hoofdpersonages
| Acteur             | Rol                         | Periode |
| ------------------ | --------------------------- | ------- |
| Bryan Greenberg    | Nick Garrett                | 2007 -  |
| Laura Prepon       | Hannah Daniels              | 2007 -  |
| Tom Berenger       | Bob "The Commander" Garrett | 2007 -  |
| Warren Christie    | Ray "Big Cat" Cataldo       | 2007 -  |
| Brad William Henke | Owen Rowan                  | 2007 -  |
| Evan Jones         | Ikey                        | 2007 -  |
| Jay Paulson        | Physical Phil               | 2007 -  |
| Slade Pearce       | Sam Daniels                 | 2007 -  |
| Geoff Stults       | Eddie Latekka               | 2007 -  |
| Odette Yustman     | Aubrey                      | 2007 -  |
| Rebecca Field      | Janet "The Planet" Meadows  | 2007 -  |
| Lindy Booth        | Pizza Girl                  | 2007 -  |

### Terugkerende personages
| Acteur               | Rol            |
| -------------------- | -------------- |
| Jonathan Murphy      | Ronnie Garrett |
| Bo Mitchell          | Doodie         |
| Mary-Charles Jones   | Caitlin Rowan  |
| Destiny Whitlock     | Caitlin Rowan  |
| Elizabeth Bogush     | Alison Rowan   |
| Penny Johnson Jerald | Leslie Etwood  |